# Autobahn Shantou–Kunming
Die Autobahn Shantou–Kunming oder Shankun-Autobahn (chinesisch 汕昆高速公路, Pinyin Shánkūn gāosù gōnglù, englisch Shankun Expressway), chin. Abk. G78, ist eine im Bau befindliche Autobahn in China, die eine Länge von 2.119 km aufweisen wird. Sie beginnt bei der Küstenstadt Shantou im Osten der Provinz Guangdong und führt in westlicher Richtung über Xingning, Hezhou, Liuzhou und Tianyang nach Kunming in der Provinz Yunnan. Weite Strecken sind noch nicht realisiert.